# Charaxes jacksonianus
Charaxes jacksonianus är en fjärilsart som beskrevs av Van Someren 1936. Charaxes jacksonianus ingår i släktet Charaxes och familjen praktfjärilar. Inga underarter finns listade i Catalogue of Life.